# 3. Sinfonie (Mahler)

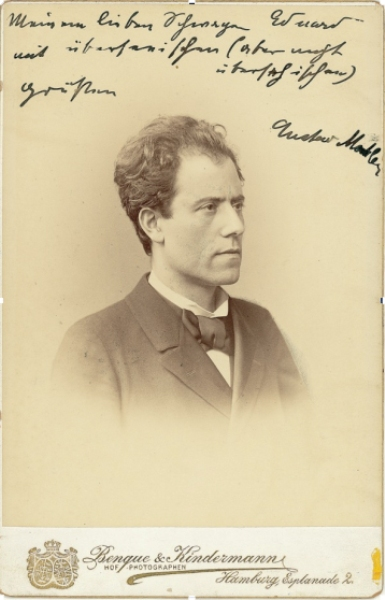
Porträt von Gustav Mahler (1896) – österreichischer Komponist und Dirigent (1860–1911)

Die 3. Sinfonie in d-Moll ist eine Sinfonie für Altsolo, Knabenchor, Frauenchor und Orchester von Gustav Mahler.

## Entstehung
Die 3. Sinfonie entstand über einen Zeitraum von etwa vier Jahren. 1892 begann Mahler das Werk zu konzipieren und am 28. Juli 1896 beendete er die Arbeit an der umfangreichen Komposition. Die Hauptschaffensperiode waren die Sommer der Jahre 1895 und 1896, die Mahler in Steinbach am Attersee verbrachte. Wie schon zu den ersten beiden Sinfonien legte Mahler der Musik ein Programm als „Wegweiser“ für den Stimmungsinhalt zu Grunde. Ursprünglich sollten die Sätze diese programmatischen Namen tragen: „Pan erwacht. Der Sommer marschiert ein“, „Was mir die Blumen auf der Wiese erzählen“, „Was mir die Tiere im Walde erzählen“, „Was mir der Mensch erzählt“, „Was mir die Engel erzählen“, „Was mir die Liebe erzählt“. Dieses sich steigernde Konzept behielt Mahler inhaltlich bei, entschied sich aber von der programmatischen Benennung der Sätze Abstand zu nehmen. Im ursprünglichen Plan sah Mahler einen siebten Satz vor, „Was mir das Kind erzählt“. Dieser wurde später aber herausgenommen und bildete dann unter dem Titel „Das himmlische Leben“ den Finalsatz der 4. Sinfonie.

## Zur Musik

### Besetzung
Altsolo, Frauenchor, Knabenchor, 4 Flöten, (alle auch Piccoloflöte), 4 Oboen (4. auch Englischhorn), 5 Klarinetten (1. und 2. in B, 3. in Es, 4. in Es, B, 5. in B und Bassklarinette), 4 Fagotte (4. auch Kontrafagott), 8 Hörner, 4 Trompeten, 4 Posaunen, Kontrabass-Tuba, 2 Pauker, jeder mit 4 Pauken, Schlagwerk: Große Trommel, mehrere Becken, Becken an der Gr. Tr. befestigt, Kleine Trommel, Tamburin, Triangel, Rute, Tamtam, 2 Glockenspiele, 2 Harfen, I. Violine, II. Violine, Bratsche, Violoncello, Kontrabass. Dazu ein isoliert platziertes Fernorchester mit Posthorn in B (wie aus der Ferne), mehrere Kleine Trommeln (in der Entfernung aufgestellt), 6 Glocken in b, c′, d′, f′, g′, a′ (in der Höhe postiert).

### 1. Satz: Kräftig. Entschieden
Der erste Satz hat enorme Ausmaße und wurde zuletzt fertiggestellt. Die große Fülle der Motive ist analytisch kaum noch zu erfassen. Die Sonatensatzform liegt in groben Zügen zwar der Gesamtstruktur des Satzes zugrunde, doch sind die einzelnen Bestandteile ziemlich frei gestaltet. So wendet Mahler in der Exposition eine Art Collagetechnik an, welche laut Adorno „antiarchitektonisch“ ist. Das marschartige Hauptthema erinnert an das Finale der 1. Sinfonie von Johannes Brahms. Es kehrt im Verlaufe der Sinfonie mehrfach verändert wieder.
Die Audiowiedergabe wird in deinem Browser nicht unterstützt. Du kannst die Audiodatei herunterladen.
So entwickelt sich auch das Hauptthema des Adagios aus diesem Marschthema. Das von den acht Hörnern im Unisono entschieden vorgetragene Thema changiert eigentümlich zwischen Dorisch und B-Dur. Nur äußerst langsam setzt dieser Impuls eine musikalische Entwicklung in Gang. Ein Marschrhythmus der Bläser und wild herausfahrende Aufwärtsmotive der Streicher gehören zum Entwicklungsvorgang des Marsches. Diese riesige Einleitung des Marschsatzes dauert 163 Takte an und steigert sich langsam. Die Kraftentfaltungen finden teilweise gegeneinander strebend statt, was zu einem chaotischen und mitunter dissonanten Klangbild führt. Immer wieder entsteht der Eindruck einer Militärkapelle, da Mahler in der Einleitung vor allem Blechbläser, unisono geführte Holzbläser und Schlagwerk einsetzt. Nach einiger Zeit entsteht aus dem Eingangsthema ein neues gesangliches Marschthema, welches jedoch schnell dem wiederkehrenden ersten Entwicklungsteil weicht. Bei seiner Wiederkehr formuliert Mahler es weiter aus, um später in der Durchführung darauf zurückzukommen. Diese beginnt mit einem Fugato der Bässe, welches jedoch immer wieder von eingeworfenen Akkorden der Bläser gestört wird. Der Marsch erscheint nun in großer Form und erinnert im Forte-Vortrag des Orchesters an ein banal ausgesungenes Militärlied. Laut Natalie Bauer-Lechner herrscht eine Art „Jahrmarkts-Polyphonie“. Die großangelegte Steigerung in mehreren Wellen erreicht am Ende der Durchführung ihren Höhepunkt. „Mit furchtbarer Gewalt“ schreibt Mahler an dieser Stelle vor. Die Streicher brechen in eine jagende 16tel-Bewegung aus, während die Blechbläser zum „Sturmangriff“ blasen. Die Marschlieder erklingen nur noch als zerfetzte Fragmente. Die Marschordnung bricht völlig zusammen, da die von der Musik ausgehende Gewalt und Kraftentfaltung ins Leere geht. Die entfesselte Energie bewirkt keinen Wandel zum Guten, sondern führt zum völligen Zusammenbruch. Der anschließende Schlag der kleinen Trommel ist Ausdruck lähmender Unbeweglichkeit. Dieser Moment stellt ein eindrucksvoll verstörendes Klangbild dar. Die nun beginnende Reprise läuft einigermaßen regelrecht ab. Der Marsch erscheint klarer artikuliert und verliert seinen martialischen Ton. Er erklingt nun in fast heiterer Form. Mitten in diesen Gesang bricht ein Tutti-Des-Dur-Akkord von außen herein und bringt die Bewegung zum Stehen. Eine abrupte Rückung nach F-Dur über den „Neapolitaner“ Ges-Dur bereinigt das musikalische Geschehen mit einem Kraftakt. Diese harmonischen Besonderheiten weisen in die musikalische Zukunft, da sie die Chromatik erweitern. In den letzten Takten steigert sich der Marsch zu einem beispiellosen Jubel und „Triumphgeschrei“, um den Sieg über die beharrenden Kräfte zu feiern. Nach diesem Satz schreibt Mahler eine „größere Pause“ vor.

### 2. Satz: Tempo di Menuetto. Sehr mäßig
Mit dem zweiten Satz beginnt die zweite Abteilung der Sinfonie, welche die weiteren fünf Sätze des Werkes umfasst. Der Satz ist in der althergebrachten Form des Menuetts gestaltet. Der Gegensatz zum gewaltigen Hauptsatz könnte kaum größer sein. Ein zartes Thema in simpler Zweistimmigkeit lässt ein pastorales Bild erstehen.
Die Audiowiedergabe wird in deinem Browser nicht unterstützt. Du kannst die Audiodatei herunterladen.
Die Oboe wirkt dabei wie eine Schalmei und durch die Pizzicatobegleitung entsteht eine Stimmung, die an ein Hirtenidyll des Rokoko erinnert. Das erste Trio bringt eine Stimmungsveränderung durch einen rhythmischen Tanz. Die Wiederkehr des Menuetts zwischen den Trios bringt jeweils eine kleine Variation mit sich. Hier etablieren sich zunehmend durch chromatische Nebentöne verfremdete Harmonien, wie sie für Mahler typisch sind. Dies bedeutet eine Verfremdung der anfänglich klassizistisch anmutenden Klänge. Im zweiten Trio verwendet Mahler gar Tamburin und Rute, was zu einer noch drastischeren klanglichen Abgrenzung vom Menuett führt. Im Schlussteil legt sich mit elegischen Melodien und choralähnlichen Klängen eine tanzfremde Schicht über den Satz. Das Thema büßt daraufhin seine rhythmische Besonderheit ein und verliert sich in zurückbleibenden Triolen. Dies bedeutet seine Auflösung, welche gerne als Abschied Mahlers vom historisierenden 19. Jahrhundert interpretiert wird.

### 3. Satz: Comodo. Scherzando
Dem ebenfalls rein orchestralen Scherzo liegt inhaltlich das Wunderhorn-Lied „Ablösung im Sommer“ zu Grunde. Der Satz stellt ein typisch mahlersches Scherzo dar, in welchem der Komponist die Welt mit groteskem Humor betrachtet. Häufig stilisiert er primitive Volkstümlichkeit in diesem Satz. In dem Text, der dem Scherzo zu Grunde liegt, heißt es zu Beginn: „Der Kuckuck hat sich zu Tode gefallen“. Ein aufschnellender Vogelruf markiert deshalb den Beginn des Satzes. Die tragikomische Szene wird ins Groteske gezogen, da Mahler sogleich ein Lamento anfügt, welches jedoch alles andere als traurig klingt. Es folgt eine einfache Polkamelodie, die sich bald chromatisch verzerrt. „Frau Nachtigall“, welche die Ablösung des Kuckucks sein soll, hat ebenfalls nur banale Melodik und nichts Neues zu bieten. Die Tierwelt dreht sich trotz Todesfall weiter im „Unterhaltungsdelirium“. Mahlers Freundin Natalie Bauer-Lechner schreibt dazu: „Das Tierstück ist das Skurrilste und Tragischste, was je da war. Dieses Stück ist wirklich, als ob die ganze Natur Fratzen schnitte und die Zunge herausstreckte.“
Die Audiowiedergabe wird in deinem Browser nicht unterstützt. Du kannst die Audiodatei herunterladen.
Im anschließenden langen Trio ist ein Solo „wie die Weise eines Posthorns“ zu hören, das Ähnlichkeiten mit der Melodie aufweist, auf die heute – jedoch wohl noch nicht zur Entstehungszeit der Sinfonie – das Volkslied Heidschi Bumbeidschi gesungen wird. Das Volkstümliche hält auf diese Weise Einzug in die Musik. Die Wiederkehr des Scherzos steigert das Treiben noch weiter. Zunächst ins Lustige, dann gar ins Grobe und völlig Überdrehte. Erneut erklingt hiernach das Posthorn in einem zweiten Trio. Die Rückkehr des Scherzos führt sogartig in die Katastrophe. Ein unvermittelter es-Moll-Akkord lässt die elementaren Gewalten des ersten Satzes losbrechen. Es wirkt wie ein Einbrechen des Tanzbodens der skurrilen Tierszene. Ein leerer Quintklang bleibt übrig, auf dem die letzten Bruchstücke des Tanzliedes hereinbrechen. Es wirkt wie höhnendes Gelächter der Nachtigall. Dies geschieht im Sinne der vernichtenden Idee des Humors von Jean Paul.
Die Audiowiedergabe wird in deinem Browser nicht unterstützt. Du kannst die Audiodatei herunterladen.

### 4. Satz: Sehr langsam. Misterioso
Der vierte Satz enthält eine vom Altsolo gesungene Dichtung von Friedrich Nietzsche. Es handelt sich um Zarathustras Nachtwandlerlied O Mensch! Gib acht! aus Also sprach Zarathustra. Die vierte Stufe der Sinfonie handelt vom Menschen, weshalb hier erstmals die menschliche Stimme zum Einsatz kommt. Dies ist ein großer inhaltlicher Sprung vom Rückfall in tierische Formen im Scherzo. Der Gesang kommt somit einem Neuanfang gleich.
Oh Mensch! Gib Acht!

Was spricht die tiefe Mitternacht?

„Ich schlief, ich schlief –,

Aus tiefem Traum bin ich erwacht: –

Die Welt ist tief,

Und tiefer als der Tag gedacht.

Tief ist ihr Weh –,

Lust – tiefer noch als Herzeleid:

Weh spricht: Vergeh!

Doch alle Lust will Ewigkeit –,

– will tiefe, tiefe Ewigkeit!“
Die Audiowiedergabe wird in deinem Browser nicht unterstützt. Du kannst die Audiodatei herunterladen.
Der Satz beginnt mit einem düsteren Harfenakkord und einem Zweitonmotiv der tiefen Streicher, was eine geheimnisvolle Stimmung entstehen lässt und wie ein Naturlaut anmutet. Der Gesang entfaltet sich nur zögerlich zwischen den reichhaltig auftretenden instrumentalen Motiven. Es herrscht eine rätselhaft irreale Stimmung. Das thematische Material entwickelt sich höchst sparsam aus dem Anfangsmotiv. Die Schlüsselbegriffe „Tiefe“, „Nacht“, „Tag“, „Lust“ und „Leid“ bilden ein Netzwerk geheimnisvoller Bezüge. Dem Begriff der „Lust“ kommt ein emphatisch nach oben strebendes Motiv zu. Das Klangkontinuum hebt sich auf und wird durch eine einfache Melodie ersetzt. Das Prinzip der Lust erscheint hier nicht universal wie bei Nietzsche, sondern höchst subjektiv und vergänglich. Schnell wechselt die Terz zurück nach Moll und der klagende Naturlaut des Beginns kehrt zurück. Sofort fällt die Musik in die Tiefe der Ungewissheit des Anfangs zurück. Der Satz endet in einer Aporie und verlangt nach der Lösung auf einer anderen Ebene und somit in einem anderen Satz.

### 5. Satz: Lustig im Tempo und keck im Ausdruck
Der fünfte Satz enthält das Lied Es sungen drei Engel aus den Liedern Des Knaben Wunderhorn, welche bereits 1892 entstanden waren.
Die Audiowiedergabe wird in deinem Browser nicht unterstützt. Du kannst die Audiodatei herunterladen.
Die fünfte Stufe beruft sich somit auf die Dimension der Religion. Diese wird in diesem kurzen und scherzhaften Satz jedoch nicht besonders tiefsinnig behandelt. Offen zur Schau getragene Naivität steht dem ernsthaften Thema der Beichte gegenüber. Der Sünder Petrus bekennt Jesus seine Schuld und erhält Aussicht auf das Seelenheil durch seine Buße. Der Knabenchor intoniert unterstützt von sechs gestimmten Glocken ein kindlich-naiv anmutendes bimm-bamm.
Die Audiowiedergabe wird in deinem Browser nicht unterstützt. Du kannst die Audiodatei herunterladen.
Dieser gleichbleibende Hintergrund-Klang blendet alles Subjektive und Sentimentale aus dem vorangegangenen Satz aus. Auf diesem Fundament entwickelt sich ein klar artikulierter Gesang in F-Dur. Der Mittelteil des Gedichts erscheint bei Mahler in dialogischer Form. Der Duktus der Musik wird hier zunehmend choralartiger. In diese Stimmung hinein bringt Mahler humoristische Elemente von übertriebener Drastik. So platzt der von einer Chorstimme vertretene Jesus viel zu früh und grob hervor. Die Zerknirschung des Petrus über seine Sünden erfasst in einer dramatischen Geste das ganze Orchester und führt kurzzeitig zu Dissonanzen. Die Szenerie beruhigt sich jedoch schnell und kehrt zum munteren Duktus des Beginns zurück. Der kurze Satz endet mit einem offenen Schluss, da das Geläut auf einem „Bimm“ unvermittelt abbricht. Die versprochene Erlösung ist noch nicht endgültig. Hierfür benötigt Mahler die letzte Stufe, welche er im Adagio erreicht.

### 6. Satz: Adagio
Der sechste Satz ist wieder ein rein instrumentales Adagio. Mahler erreicht in diesem Satz die höchste Stufe der Weltsicht in Form der Liebe. Diese wird zur Lösung und Überhöhung der menschlichen Existenz. Alle humoristischen Elemente der vorherigen Sätze werden hier zu Gunsten einer großen Innigkeit aufgegeben. Der Anschluss an den fünften Satz ist dadurch gegeben, dass Mahler Gott als diese Liebe auffasst. Er komponiert dafür einen großangelegten und mit einer prächtigen Apotheose endenden Schlusssatz. Das ergreifende Hauptthema erinnert an die späten Adagios Anton Bruckners, in welchen eine ähnlich weihevolle und erhabene Stimmung erreicht wurde. Das klare und einfache D-Dur-Thema (Liebes-Thema) steht im Duktus vollendeter Kantabilität. Es entfaltet sich aus dem Marschthema des ersten Satzes.
Die Audiowiedergabe wird in deinem Browser nicht unterstützt. Du kannst die Audiodatei herunterladen.
Zu diesem Hymnus tritt ein bewegliches Thema von affektiver Emphase. Diese entsteht vor allem durch aufwärts sequenzierende Vorhalte und Doppelschläge. Nach einiger Zeit tritt ein kontrapunktisches zweites Thema in fis-Moll hinzu. Dieses Material wird nun in einer vierfach ansetzenden Steigerung zur Apotheose geführt. Diese Entwicklung ist durchaus konfliktbeladen. Immer wenn die Steigerungswellen auf einen hymnischen Gipfel zulaufen, fällt die Steigerung in sich zusammen. Die erste Zäsur entsteht durch unvermittelte Dissonanzen des Horns, was zu einem orientierungslosen Septakkord führt, der sich schließlich in einem einfachen f′ auflöst. Mühsam setzt das Liebes-Thema wieder ein und etabliert die verloren gegangene weihevolle Stimmung neu. Der zweite Einbruch ist von noch drastischerer Natur. Das Fortissimo der Blechbläser führt zu einem verminderten Septakkord, auf welchem die Bewegung zum Stehen kommt. Hier greift Mahler auf das Ende der Exposition des Kopfsatzes zurück. Das Horn intoniert das Dreitonmotiv g-a-b, welches bereits im Kopfsatz für Lähmung sorgte. Erneut etabliert sich das Hauptthema mühsam nach diesem Zusammenbruch. Die letzte Krise des Finales scheint die auswegloseste zu sein. Die Hörner scheinen auf einem lärmenden es′ bestehen zu wollen und drohen die weihevolle Stimmung endgültig zu zerstören. Es entsteht eine „Einsturzpartie“ des ganzen Orchesters, die einem völligen Zusammenbruch nahekommt. Ein letztes Mal kann sich das Liebes-Thema unter größter Anstrengung aufrichten und findet seinen Weg zur Apotheose, welcher im Kontext des Stufengedankens der einzig mögliche Ausgang ist. Die Musik der 6. Sinfonie wird sich später nach einem solchen Zusammenbruch nicht wieder aufrichten können. Eine zarte Flötenmelodie leitet die triumphale Coda behutsam ein. Hieraus entwickelt sich mit einer großen Steigerung die jubelnde Apotheose des Liebesthemas durch das gesamte Orchester. Dies stellt einen der prächtigsten Sinfonieschlüsse der Musikgeschichte dar. Alle bisherigen Ansätze der ersten fünf Sätze finden die befreiende Lösung in der Liebe.

## Wirkung
Die Uraufführung der vollständigen Sinfonie fand am 9. Juni 1902 auf dem 38. Tonkünstlerfest in Krefeld statt. Mahler dirigierte in der Stadthalle Krefeld die Städtische Kapelle Krefeld und das Gürzenich-Orchester Köln. Vorher waren bereits verschiedentlich einzelne Sätze der Sinfonie uraufgeführt worden. So wurde beispielsweise der 2. Satz mehrfach von den Berliner Philharmonikern unter Arthur Nikisch gespielt; Felix Weingartner dirigierte den 2. Satz in Hamburg, Leo Blech dirigierte ihn in Prag. Die Uraufführung des gesamten riesigen Werkes wurde von der Öffentlichkeit lange erwartet und wurde zu einem aufsehenerregenden Ereignis. Obgleich manche Kritiker das Werk als schwächer ansahen, wurde die Uraufführung zu einem der größten Erfolge Mahlers. Die Neue Zeitschrift für Musik schrieb: „Das war kein bloßes Feiern mehr, das war eine Huldigung.“ Auch Arnold Schönberg zeigte sich tief beeindruckt von der neuen Sinfonie. Er attestierte Mahler, „rücksichtsloseste Wahrheit“ vertont zu haben, und versicherte dem Komponisten, in der 3. Sinfonie dessen „Seele gesehen“ zu haben. Zwischen 1902 und 1907 führte Mahler selbst die Sinfonie insgesamt 15 Mal mit großem Erfolg auf.
Das Werk hat eine große Rezeptionsgeschichte. Es wird oft und auch von bedeutenden Orchestern gespielt und erfreut sich auch beim heutigen Publikum großer Beliebtheit. Auch außerhalb des Konzertsaals wurde die Musik der 3. Sinfonie vielfach verwendet. So wurde das Adagio beispielsweise als Filmmusik in Call to glory verwendet. John Neumeier choreographierte in den 1970er Jahren ein Ballett in Hamburg zur Musik Mahlers.

## Stellenwert
Die 3. Sinfonie Mahlers ist die mittlere der drei Sinfonien, welche Texte aus der Gedichtsammlung Des Knaben Wunderhorn von Clemens Brentano und Achim von Arnim vertont. Sie überragt zumindest die 4. Sinfonie jedoch deutlich an Ausmaß und Monumentalität. Sie ist mit einer ungefähren Spieldauer von 95 Minuten Mahlers längstes Werk und zählt, wie Reinhold Glières Dritte Sinfonie „Ilja Muromez“, zu den langen Sinfonien der Romantik. Der Orchesterapparat ähnelt der großen Besetzung der vorangegangenen 2. Sinfonie. Ähnlich große Instrumentierungen finden sich nur in der 6. und 8. Sinfonie wieder. Die Sinfonie verfügt über die ungewöhnliche Anzahl von sechs Sätzen, welche Mahler auf zwei Abteilungen aufteilt. Der riesenhafte Kopfsatz stellt allein die erste Abteilung dar und ist mit einer Spieldauer von 34 Minuten einer der längsten Sätze Mahlers. Auch das abschließende Adagio hat größte Ausmaße, was zu einer Rahmung der Sinfonie durch zwei monumentale Ecksätze führt, ähnlich wie in der 2. Sinfonie. In der Mitte befinden sich je zwei Lied- und Tanzsätze, was eine Verdopplung der üblichen Anzahl darstellt. Inhaltlich folgt das Werk dem Motto Per aspera ad astra. Die Gedanken, die den einzelnen Sätzen zu Grunde liegen, bilden eine Klimax. Die abschließende höchste Stufe ist die Liebe. Hierin ähnelt das Werk der Konzeption der 8. Sinfonie. Der Gesamtverlauf des Werkes ist also äußerst heterogen. Für Mahler typisch ist dabei die Gegenüberstellung inhaltlich konträrer Elemente. So folgen beispielsweise zarte Melodien auf harte Militärmusik und mystische Klänge auf naive Tanzmusik. Diese Vorgehensweise steigert Mahler in der 4. Sinfonie weiter.
Der Hauptsatz der 3. Sinfonie stellt einmal mehr einen großen Marschsatz dar, wie er auch in der 5. und 6. Sinfonie vorkommt. Die Verwendung militärischer Formen in der Musik gehört zum Kompositionsstil Mahlers. Ebenfalls typisch sind die grotesken Elemente des Scherzos. Diese an Jean Paul angelehnte Form des Humors wird in der 4. und 9. Sinfonie noch weiter als hier auf die Spitze getrieben. Das Schluss-Adagio gehört zu den innigsten und ergreifendsten langsamen Sätzen Mahlers. Es erinnert in seiner weihevollen und erhabenen Stimmung an die Adagi des späten Bruckner. Gerade dieses Adagio verteidigt noch einmal die spätromantische Emphase, mit der Mahler in der 4. Sinfonie radikal bricht. Die Schlussapotheose ist im Sinne Bruckners trotz einiger ausweglos erscheinender Zusammenbrüche der einzig denkbare Ausgang im Kontext des Stufenmodells der Sinfonie. In der 6. Sinfonie wird das Finale nach derartigen Zusammenbrüchen tragisch enden und nicht mehr zu einem triumphalen Ende wie dem der 3. Sinfonie finden.
Mahlers Spätstil, welcher sich ab der 5. Sinfonie immer deutlicher herausbildet und durch die grenzwertige Auslastung des tonalen Raumes und die Erweiterung der Chromatik charakterisiert wird, klingt an einigen Stellen der 3. Sinfonie bereits an. Dennoch zeigt sich das Werk noch von der romantischen Epoche beeinflusst. Das Hauptthema des ersten Satzes erinnert beispielsweise deutlich an das Thema des Finales der 1. Sinfonie von Johannes Brahms. Mit der 3. Sinfonie hat Mahler den Gipfel der Monumentalität erreicht, an welchen erst die 8. Sinfonie in anderer Form wieder heranreicht. Ab der 4. Sinfonie beginnt ein neuer Weg, welcher auf die Epoche der Neuen Musik zusteuert. So gilt Mahlers 3. Sinfonie als eine der letzten Sinfonien der Spätromantik, auch wenn sie bereits selbst mit manchen Traditionen bricht.

## Zitate
„Meine Symphonie wird etwas sein, was die Welt noch nicht gehört hat! Die ganze Natur bekommt darin eine Stimme und erzählt so tief Geheimes, das man vielleicht im Traume ahnt! Ich sage Dir, mir ist manchmal selbst unheimlich zumute bei manchen Stellen, und es kommt mir vor, als ob ich das gar nicht gemacht hätte.“